# Moçambique
Moçambique, oficialmente designado como República de Moçambique, é um país localizado no sudeste do continente africano, banhado pelo Oceano Índico a leste e que faz fronteira com a Tanzânia ao norte; Maláui e Zâmbia a noroeste; Zimbábue a oeste e Essuatíni e África do Sul a sudoeste. A capital e maior cidade do país é Maputo, anteriormente chamada de Lourenço Marques, durante o domínio português.
Entre o primeiro e o século V, povos bantus migraram de regiões do norte e oeste para essa região. Portos comerciais suaílis e, mais tarde, árabes, existiram no litoral moçambicano até a chegada dos europeus. A área foi reconhecida por Vasco da Gama em 1498 e em 1505 foi anexada pelo Império Português. Depois de mais de quatro séculos de domínio português, Moçambique tornou-se independente em 25 de Junho de 1975, transformando-se na República Popular de Moçambique pouco tempo depois. Após apenas dois anos de independência, o país mergulhou em uma guerra civil intensa e prolongada que durou de 1977 a 1992. Em 1994, o país realizou as suas primeiras eleições multipartidárias e manteve-se como uma república presidencial relativamente estável desde então.
Moçambique é dotado de ricos e extensos recursos naturais. A economia do país é baseada principalmente na agricultura, mas o sector industrial, principalmente na fabricação de alimentos, bebidas, produtos químicos, alumínio e petróleo, está crescendo. O sector de turismo do país também está em crescimento. A África do Sul é o principal parceiro comercial de Moçambique e a principal fonte de investimento directo estrangeiro. Portugal, Brasil, Espanha e Bélgica também estão entre os mais importantes parceiros económicos do país. Desde 2001, a taxa média de crescimento económico anual do produto interno bruto (PIB) moçambicano tem sido uma das mais altas do mundo. No entanto, as taxas de PIB per capita, índice de desenvolvimento humano (IDH), desigualdade de renda e expectativa de vida de Moçambique ainda estão entre as piores do planeta, enquanto a Organização das Nações Unidas (ONU) considera Moçambique um dos países menos desenvolvidos do mundo.
A única língua oficial de Moçambique é o português, que é falado principalmente como segunda língua por cerca de metade da população. Entre as línguas nativas mais comuns estão o macua, o tsonga, ndau, chuabo e o sena. A população de cerca de 30 milhões de pessoas é composta predominantemente por povos bantus. A religião com o maior número de adeptos em Moçambique é o cristianismo (a denominação católica é a que reúne maior número de adeptos), mas há uma presença significativa de seguidores do islamismo. O país é membro da União Africana, da Commonwealth Britânica, da Comunidade dos Países de Língua Portuguesa (CPLP), da União Latina, da Organização da Conferência Islâmica, da Comunidade para o Desenvolvimento da África Austral e da Organização Internacional da Francofonia.

## Etimologia
O nome Moçambique, primeiramente utilizado para a ilha de Moçambique, primeira capital da colónia, teria derivado do nome de um comerciante árabe que ali viveu, Musa Al Bik, Mossa Al Bique ou Ben Mussa Mbiki.

## História

### Primeiros povos

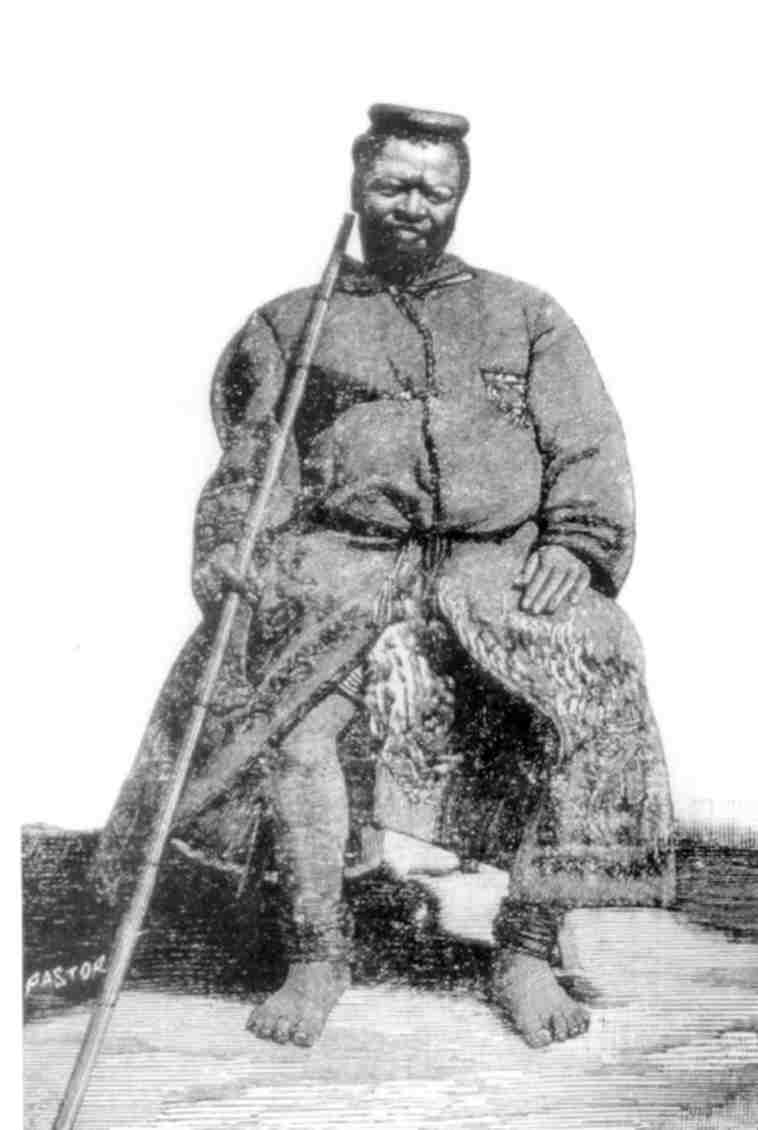
Gungunhana, o último imperador de Gaza

Os primeiros povos que habitaram o território do atual Moçambique eram bosquímanos caçadores e recolectores. Entre o primeiro e o século V, ondas migratórias de povos de línguas bantas vieram de regiões do oeste e do norte de África através do vale do rio Zambeze e depois, gradualmente, seguiram para o planalto e áreas costeiras do país. Esses povos estabeleceram comunidades ou sociedades agrícolas baseadas na criação de gado.
Eles trouxeram com eles a tecnologia para extração e produção de utensílios de ferro, um metal que eles usaram para fazer armas para conquistar povos vizinhos. As cidades moçambicanas durante a Idade Média (século V ao XVI) não eram muito robustas e pouco restou delas, como o porto de Sofala.
O comércio costeiro de Moçambique primeiramente foi dominado por árabes e persas, que tinham estabelecido assentamentos até o sul da Ilha de Moçambique. Assentamentos comerciais suaílis, árabes e persas existiram ao longo da costa do país durante vários séculos. Vários portos comerciais suaílis pontilhavam a costa do país antes da chegada dos árabes, que comercializavam com Madagáscar e com o Extremo Oriente.

### Domínio português
Desde cerca de 1500, os postos e fortalezas comerciais portuguesas acabaram com a hegemonia comercial e militar árabe na região, tornando-se portas regulares da nova rota marítima europeia para o oriente. A viagem de Vasco da Gama em torno do Cabo da Boa Esperança em 1498 marcou a entrada portuguesa no comércio, política e cultura da região. Os portugueses conquistaram o controle da Ilha de Moçambique e da cidade portuária de Sofala no início do século XVI e, por volta da década de 1530, pequenos grupos de comerciantes e garimpeiros portugueses que procuravam ouro penetraram nas regiões do interior do país, onde montaram as guarnições e feitorias de Sena e Tete, no rio Zambeze, e tentaram obter o controle exclusivo sobre o comércio de ouro. Os portugueses tentaram legitimar e consolidar a sua posição comercial através da criação dos Prazos da Coroa (um tipo de sesmaria), que eram ligados à administração de Portugal. Apesar dos prazos terem sido originalmente desenvolvidos para serem controlados por portugueses, por conta da miscigenação com os habitantes locais eles acabaram por se tornar centros luso-africanos defendidos por grandes exércitos de escravos africanos conhecidos como cundas. Historicamente, houve escravatura em Moçambique. Seres humanos eram comprados e vendidos por chefes tribais locais e por comerciantes árabes, portugueses e franceses. Muitos dos escravos moçambicanos eram fornecidos por chefes tribais que invadiam tribos guerreiras vizinhas e vendiam seus cativos para os prazeiros.
Embora a influência portuguesa tenha se expandido de forma gradual, o seu poder era limitado e exercido por colonos individuais a quem era concedida uma extensa autonomia. Os portugueses foram capazes de arrancar grande parte do comércio litorâneo dos árabes entre os anos de 1500 e 1700, mas, com a tomada do Forte Jesus de Mombaça (no atual Quénia) pelos árabes em 1698, o pêndulo começou a oscilar na outra direção. Como resultado, o investimento português diminuiu enquanto Lisboa dedicou-se ao comércio mais lucrativo com a Índia e o Extremo Oriente e ao processo de colonização do Brasil. Durante essas guerras, tribos árabes do atual Omã recuperaram alguma parte do comércio da África Oriental a norte de Moçambique. Muitos prazos haviam diminuído em meados do século XIX, mas vários deles sobreviveram. Durante o século XIX outras potências europeias, particularmente os britânicos (Companhia Britânica da África do Sul) e os franceses (Madagáscar), tornaram-se cada vez mais envolvidas no comércio e na política da região em torno dos territórios da África Oriental Portuguesa.
No início do século XX, os portugueses mudaram a administração de grande parte de Moçambique para grandes empresas privadas — como a Companhia de Moçambique, a Companhia da Zambézia e a Companhia do Niassa — controladas e financiadas principalmente por britânicos, que estabeleceram linhas ferroviárias para os países vizinhos. Embora a escravidão tenha sido abolida legalmente em Moçambique, no final do século XIX as companhias promulgaram uma política de trabalho barato — muitas vezes forçado — para africanos em minas e plantações em colónias britânicas próximas e na África do Sul. A Companhia da Zambézia, a empresa mais rentável, assumiu uma série de participações em prazeiros menores e estabeleceu postos militares para proteger as suas propriedades. As companhias construíram estradas e portos para levar os seus produtos ao mercado, incluindo uma ferrovia que liga até hoje o Zimbábue ao porto moçambicano de Beira.
Devido ao desempenho insatisfatório e a uma mudança, sob o regime corporativista do Estado Novo de António de Oliveira Salazar, no sentido de um maior controle de Portugal sobre a economia do Império Português, as concessões para as companhias não foram renovadas quando terminaram. Foi o que aconteceu em 1942 com a Companhia de Moçambique, que, contudo, continuou a operar nos sectores agrícola e comercial como uma corporação, e o que já tinha acontecido em 1929 com o término da concessão da Companhia do Niassa. Em 1951, as colónias ultramarinas portuguesas em África foram rebatizadas para províncias ultramarinas de Portugal.

### Movimento de independência

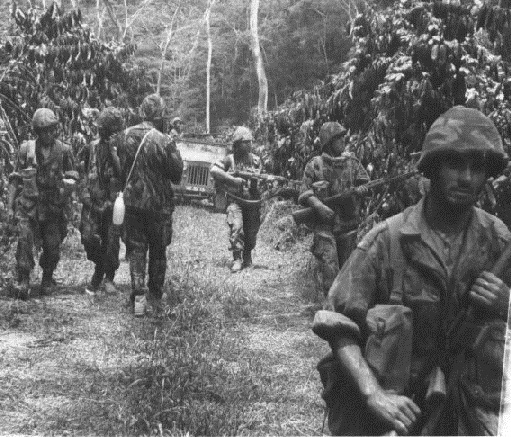
Soldados portugueses durante a Guerra Colonial Portuguesa

Com ideologias comunistas e anticoloniais espalhando-se por toda a África, muitos movimentos políticos clandestinos foram estabelecidos em favor da independência de Moçambique. Estes movimentos afirmavam que as políticas e planos de desenvolvimento elaborados pelas autoridades do governo eram voltadas apenas para o benefício da população portuguesa que vivia em Moçambique, sendo que pouca atenção era dada à integração das tribos moçambicanas e ao desenvolvimento das comunidades nativas. De acordo com as declarações oficiais da guerrilha, isso afetava a maioria da população indígena, que sofria tanto com a discriminação patrocinada pelo Estado quanto pela enorme pressão social. Muitos sentiam que tinham recebido muito pouca oportunidade ou recursos para melhorar as suas competências e melhorar a sua situação económica e social a um grau comparável à dos europeus moçambicanos. Estatisticamente, os brancos portugueses de Moçambique eram de facto muito mais ricos e qualificados do que a maioria negra nativa. Como resposta ao movimento guerrilheiro, o governo português iniciou mudanças graduais, com novas políticas socio-económicas e igualitárias para todos os cidadãos a partir da década de 1960 e, principalmente, da década de 1970.
A Frente de Libertação de Moçambique (FRELIMO) sob comando de Eduardo Mondlane deu início a uma campanha de guerrilha, contra o governo português, em setembro de 1964. Juntamente com os outros dois conflitos já iniciados em outras colónias portuguesas de África Ocidental Portuguesa (Angola) e da Guiné Portuguesa, este entrave político tornou-se parte da chamada Guerra Colonial Portuguesa (1961–1974). Sob a ótica militar, o exército português manteve o controle dos centros populacionais, enquanto as forças de guerrilha procuraram espalhar a sua influência em áreas rurais, especialmente aquelas localizadas ao norte e oeste do país.
Após dez anos de guerra e com o retorno de Portugal à democracia através de um golpe militar de esquerda em Lisboa, que substituiu o regime do Estado Novo em Portugal por uma junta militar (a Revolução dos Cravos, de abril de 1974), e na sequência dos Acordos de Lusaka, a FRELIMO assumiu o controle do território moçambicano. Moçambique tornou-se independente de Portugal em 25 de junho de 1975. Após a independência, a maioria dos 250 mil portugueses que viviam em Moçambique deixaram o país, alguns expulsos pelo governo, outros fugindo com medo.

### Guerra civil
Uma das primeiras ações do novo governo, sob a presidência de Samora Machel, foi estabelecer um Estado unipartidário baseado em princípios marxistas. Cuba e União Soviética foram as primeiras nações a estender os laços diplomáticos ao novo país, ajudando-o também com forças militares, como forma de manter a independência e reprimir a oposição. Logo após a independência, o país foi assolado por uma guerra civil longa e violenta entre forças oposicionistas da anticomunista Resistência Nacional Moçambicana (RENAMO) e o regime marxista da Frente de Libertação de Moçambique (FRELIMO). Este conflito, combinado com as disputas diplomáticas e envolvimento do governo com movimentos guerrilheiros em países vizinhos, como a Rodésia (em que o governo moçambicano apoiou o grupo guerrilheiro organizado pelo Exército Africano para a Libertação Nacional do Zimbábue (ZANLA) e a África do Sul do regime de apartheid (na qual o governo moçambicano proveu ajuda ao grupo capitaneado por Nelson Mandela) além do excesso de planeamento central e implementação de políticas socialistas ineficazes que resultaram nas severas dificuldades econômicas que caracterizaram as primeiras décadas de independência de Moçambique, resultado das práticas adotadas pelo então regime vigente no país.
Este período também foi marcado pelo êxodo de cidadãos portugueses, do colapso da infraestrutura nacional, da falta de investimentos em ativos produtivos e da nacionalização, pelo governo, de indústrias de propriedade privada, além de várias crises de fome generalizadas. Durante a maior parte da guerra civil, o governo central comandado pela FRELIMO foi incapaz de exercer controle efetivo fora das áreas urbanas do país, muitas das quais eram controladas a partir da capital, Maputo. Estima-se que a Resistência Nacional Moçambicana (RENAMO) tenha exercido controle em áreas que incluíam até 50% das partes rurais de várias províncias, e os serviços de assistência médica de qualquer tipo foram interrompidos por anos. O problema se agravou quando o governo cortou gastos em assistência médica. A guerra civil foi marcada por diversas violações dos direitos humanos cometidas por ambos os lados do conflito, cenário que se tornou ainda pior quando a Resistência Nacional Moçambicana (RENAMO) começou a usar táticas terroristas e a atacar civis indiscriminadamente. O governo central executou dezenas de milhares de pessoas ao tentar estender seu controle por todo o país e mandou muitas pessoas para campos de reeducação, onde centenas foram mortos.
Durante a guerra, a Resistência Nacional Moçambicana (RENAMO) propôs um acordo de paz baseado na secessão dos territórios do norte e oeste do país, que passariam a ser a república independente da Rombésia. A Frente de Libertação de Moçambique (FRELIMO) recusou-se a negociar e reivindicou a soberania sobre todo o território do país. Estima-se que um milhão de moçambicanos tenham morrido durante a guerra civil no país, com cerca de outros 1,7 milhão buscando refúgio em países vizinhos e vários outros milhões tendo que se deslocar internamente por conta do conflito. O regime da Frente de Libertação de Moçambique (FRELIMO) também deu abrigo e apoiou movimentos rebeldes africanos, como o Congresso Nacional Africano (da África do Sul) e a União Nacional Africana do Zimbábue. Enquanto isso, os governos da Rodésia e da África do Sul (na época sob o regime do apartheid) apoiavam as forças da Resistência Nacional Moçambicana (RENAMO).
Em 19 de outubro de 1986, Samora Machel voltava de uma reunião internacional na Zâmbia em um Tupolev Tu-134, quando o avião presidencial caiu nos Montes Libombos, perto da localidade sul-africana de Mbuzini. Dez pessoas sobreviveram, mas o presidente Machel e trinta e três outros tripulantes morreram, incluindo ministros e funcionários do governo moçambicano. A delegação soviética das Nações Unidas divulgou um relatório alegando que a sua visita tinha sido prejudicada pelos sul-africanos. Os representantes da União Soviética avançaram com a teoria de que o avião tinha sido desviado intencionalmente por um sinal VOR, usando uma tecnologia fornecida por agentes de inteligência militar do governo sul-africano.

### Período multipartidário

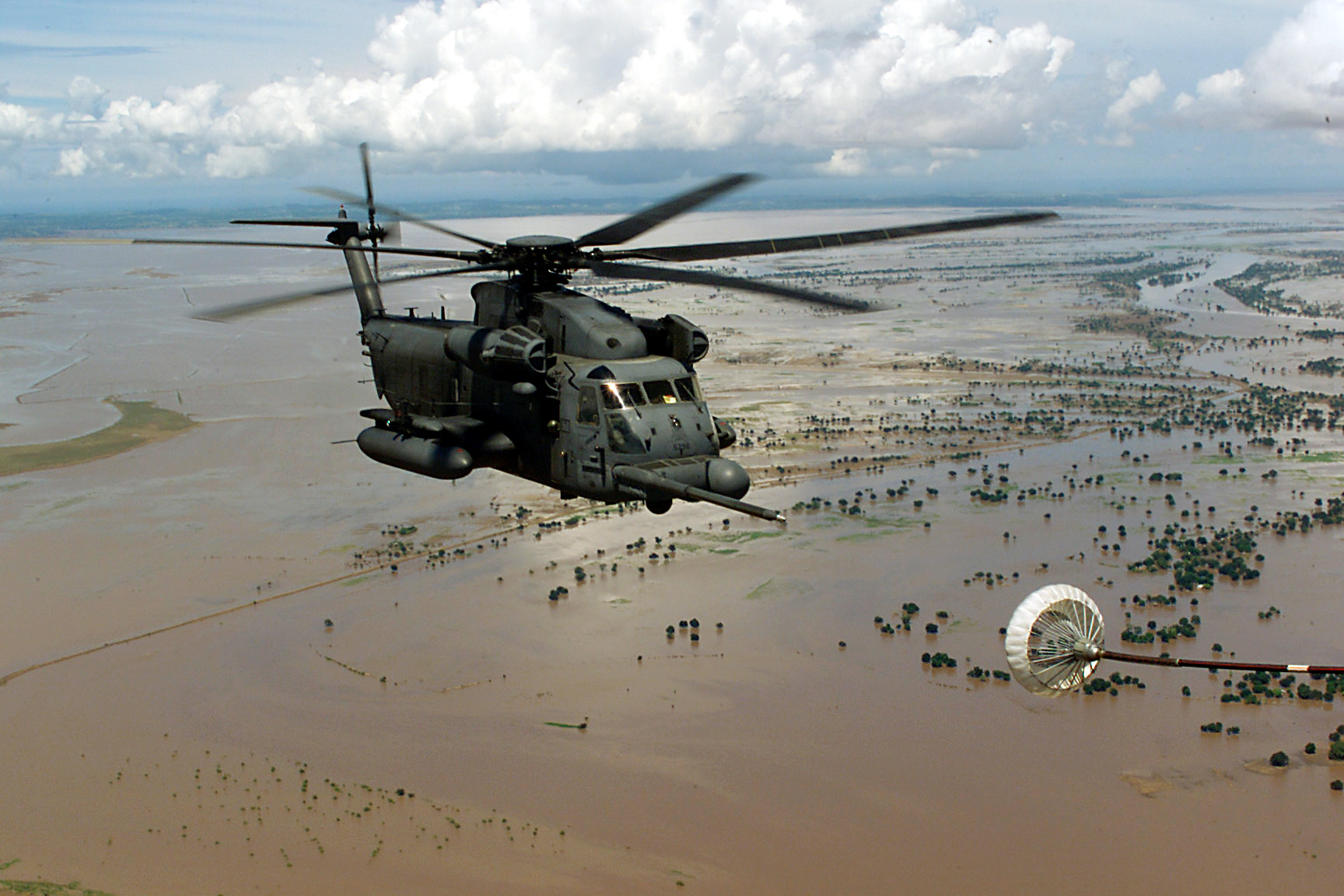
Um helicóptero dos Estados Unidos sobrevoando o rio Limpopo inundado durante a enchente de 2000

O sucessor de Machel, Joaquim Chissano, implementou mudanças radicais no país através de reformas, como a mudança da ideologia marxista para a capitalista, e começou negociações de paz com a Resistência Nacional Moçambicana (RENAMO). A nova constituição moçambicana, promulgada em 1990, previa um sistema político multipartidário, uma economia baseada no livre mercado e eleições livres. A guerra civil findou meados de outubro de 1992, com o Acordo Geral de Paz, que foi mediado primeiramente pelo Conselho Cristão de Moçambique (CCM) e depois assumido pela Comunidade de Santo Egídio. Sob a supervisão das forças de manutenção da paz das Nações Unidas, a paz voltou a ser operada em Moçambique.
Até 1993, cerca de 1,5 milhão de refugiados moçambicanos tinham procurado asilo em países vizinhos como Maláui, Zimbábue, Essuatíni, Zâmbia, Tanzânia e África do Sul como resultado da guerra civil e da seca que havia retornado, fenómeno que foi parte da maior repatriação testemunhada na África subsaariana. No entanto, em anos recentes, Moçambique experimentou a volta do conflito armado em 2013, principalmente nas regiões centro e norte do país. Em 5 de setembro de 2014, o ex-presidente Armando Guebuza e o líder da RENAMO, Afonso Dhlakama, assinaram o Acordo de Cessação das Hostilidades, o qual colocou fim às atividades militares hostis e permitiu com que ambos partidos concentrassem-se nas eleições gerais realizadas em outubro de 2014. Porém, logo após as eleições gerais, uma nova crise política emergiu e o país está novamente à beira de um conflito armado. A RENAMO não reconhece o resultado das eleições gerais e demanda o controle de seis províncias — Nampula, Niassa, Tete, Zambézia, Sofala e Manica — locais onde o partido alega ter ganho a maioria dos votos.

## Geografia

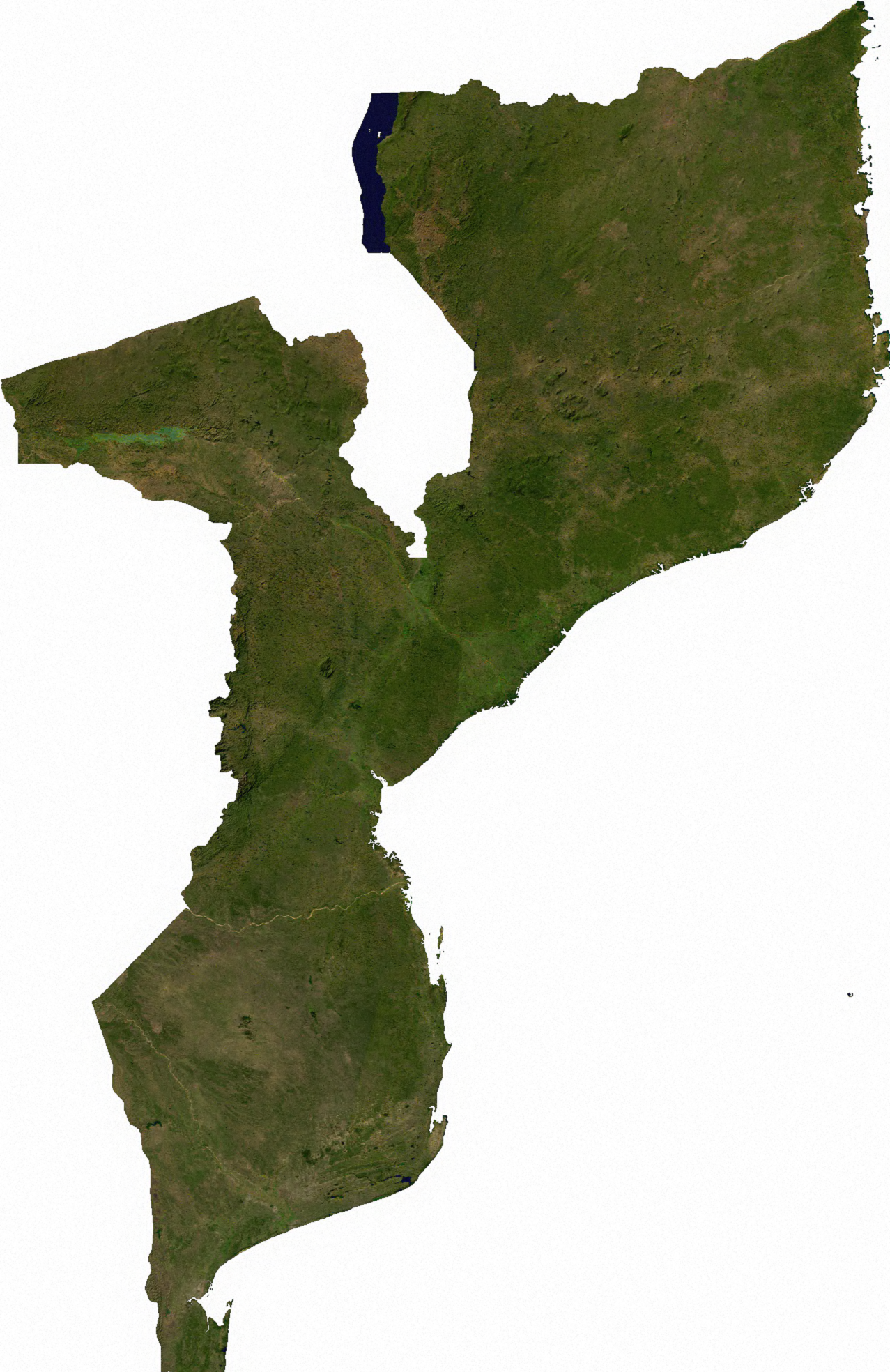
Imagem de satélite de Moçambique

Com 801 537 km quadrados de área territorial, Moçambique é o 34º maior país do mundo em área territorial, sendo comparável em tamanho à Turquia. Moçambique está localizado na costa sudeste da África. O Rifte Africano Oriental estende-se até ao sul de Moçambique. O ponto mais alto de Moçambique é o Monte Binga, localizado na fronteira do país com Zimbábue, que se eleva a 2 436 metros acima do nível do mar.
Moçambique está situado na costa oriental da África Austral, limitado a norte pela Tanzânia, a noroeste pela Zâmbia e Maláui, a oeste pela Essuatíni e pelo Zimbábue, a sul e oeste pela África do Sul e a leste pelo Canal de Moçambique, uma porção do oceano Índico. O país limita-se, ainda, através de suas águas territoriais, com Madagáscar e as Comores, no Canal de Moçambique.
A norte do rio Zambeze o território é dominado por um grande planalto, com uma pequena planície costeira bordejada de recifes de coral e, no interior, limita com maciços montanhosos pertencentes ao sistema do Grande Vale do Rifte. A sul é caracterizado por uma larga planície costeira de aluvião, coberta por savanas e cortada pelos vales de vários rios, entre os quais destacando-se o rio Limpopo.
A maioria da área terrestre de Moçambique, 70%, é da savana de Miombo, predominantemente decídua. Árvores e arbustos do mesmo género crescem em outros lugares da África, mas em Moçambique os arbustos decíduos são mais altos e mais densos do que em outros lugares. A zona costeira atinge 2 700 km de extensão e é uma das maiores da África. Sabe-se que pelo menos 5 600 espécies diferentes de plantas ocorrem em Moçambique. Existem 250 espécies nativas, das quais 45 só nas montanhas Chimanimani. Outra área famosa pela sua flora é o pantanal que se estende da Área de Conservação de Santa Lúcia, no lado sul-africano, até à cidade de Xai-Xai
O Parque Nacional da Gorongosa, localizado na província de Sofala, possui uma área de 3 770 km quadrados, no extremo sul do grande vale do Rifte da Africa Oriental. A exuberância paisagística e a particularidade da fauna bravia deste Parque tornam-no um dos principais atrativos turísticos. No parque, há a presença de elefantes, a na foz do Zambeze onde predomina o búfalo, além de reservas parciais como a de Gilé e a do Niassa respectivamente a nordeste de Quelimane e nas margens do rio Rovuma. Também no parque da reserva natural de Bazaruto se podem avistar aves exóticas, recifes de corais e espécies marinhas protegidas como dugongos, golfinhos e tartarugas marinhas.

### Clima

Moçambique pela classificação climática de Köppen-Geiger

O clima do país é húmido e tropical, influenciado pelo regime de monções do Índico e pela corrente quente do Canal de Moçambique, com estações secas de maio a setembro. A pluviosidade anual é alta, especialmente no norte do país. A pluviosidade é mais forte, por um lado, nas terras altas na fronteira com o Zimbábue e o Maláui, e por outro lado, na costa entre Maputo e Beira, a qual está exposta às chuvas acompanhadas de vento durante todo o ano.
As temperaturas médias em Maputo variam entre os 13–24 °C em julho a 22–31 °C em fevereiro. A estação das chuvas ocorre entre outubro e abril. A precipitação média nas montanhas ultrapassa os 2 mil mm. A humidade relativa é elevada situando-se entre 70 a 80%, embora os valores diários cheguem a oscilar entre 10 e 90%. As temperaturas médias variam entre 20 °C no Sul e 26 °C no norte, sendo os valores mais elevados durante a época das chuvas.
Seca, desertificação e chuvas causadas por ciclones tropicais estão causando problemas ambientais. As inundações causadas por um furacão em 2000 foram os piores em 50 anos. Centenas de milhares de famílias tiveram que deixar as suas casas. No entanto, a preparação da população para desastres melhorou e os danos causados pelas inundações na primavera de 2007 foram significativamente menores. Na primavera de 2008, grandes evacuações foram realizadas em áreas de inundação.

## Demografia
De acordo com os resultados do Censo de 2017, Moçambique tem 27 909 798 habitantes, um aumento de 7 330 533 ou 35,6% em relação aos 20 579 265 registados no Censo de 2007. As províncias da Zambézia e Nampula são as mais populosas do país e concentram cerca de 39% da população moçambicana.

### Composição étnica

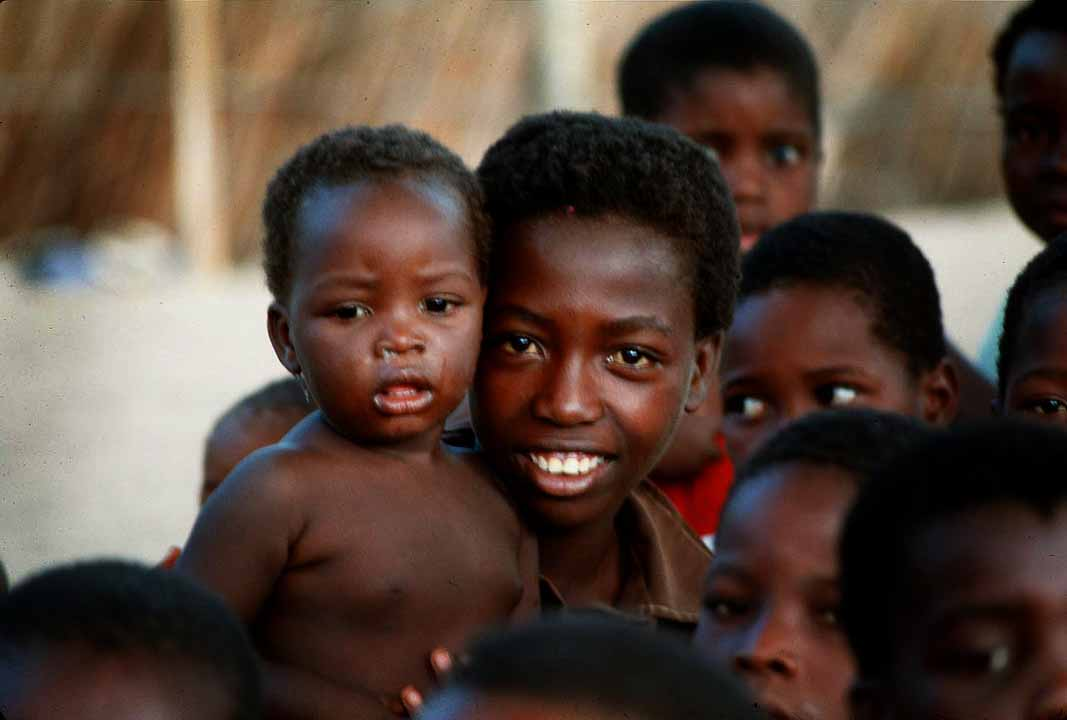
Crianças moçambicanas da etnia macua

Os macuas são o grupo dominante na parte norte do país, os sena e shonas (principalmente ndaus) são proeminentes no vale do Zambeze e os tsongas são predominantes no sul de Moçambique. Outros grupos incluem os macondes, WaYaos, suaílis, tongas, chopes e ngunis (incluindo zulus). Povos bantos compreendem 97,8% da população, enquanto o restante, incluindo africanos brancos (em grande parte de ascendência portuguesa), euro-africanos (mestiços de povos bantos e portugueses) e indianos. Cerca de 45 mil pessoas de ascendência indiana residem em Moçambique.
Durante o governo colonial português, uma grande minoria de pessoas de ascendência portuguesa vivia permanentemente em quase todas as regiões do país e moçambicanos com sangue português, no momento da independência do país, eram cerca de 360 mil pessoas. Muitos deles deixaram a região após a independência moçambicana em 1975. Há várias estimativas para o tamanho da comunidade chinesa em Moçambique, sete mil a doze mil pessoas.

### Idiomas

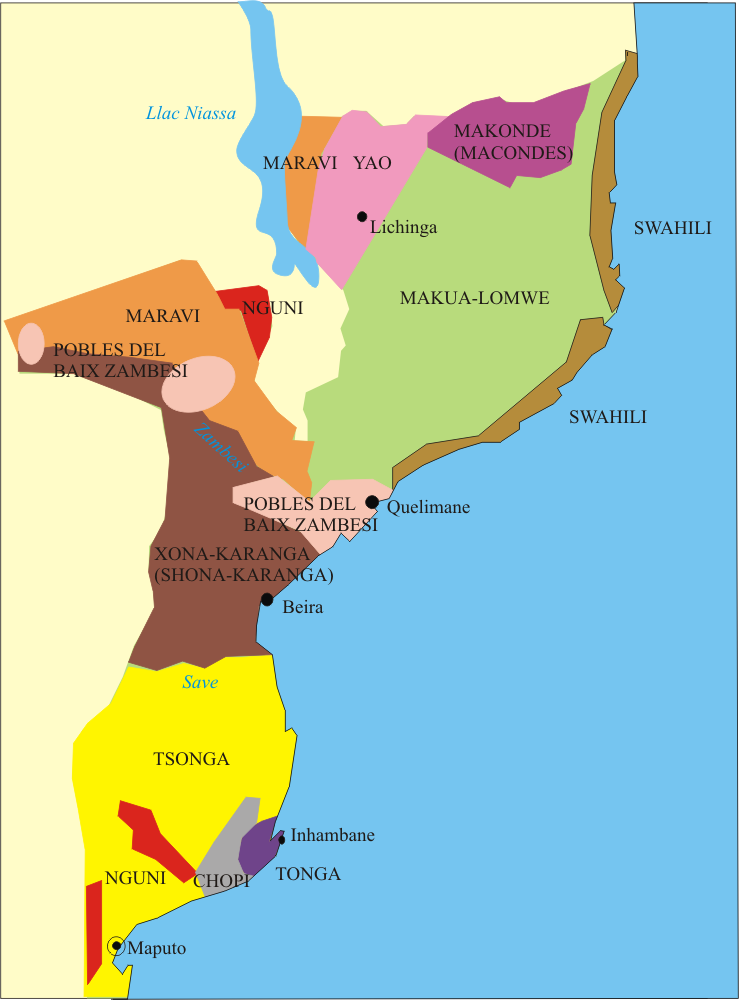
Mapa étnico de Moçambique

O português é a língua oficial e a mais falada do país, usada por pouco mais da metade da população (50,4%). Cerca de 39,7%, principalmente a população africana nativa, usam o português como segunda língua e 12,78% falam-no como primeira língua. A maioria dos moçambicanos que vivem nas áreas urbanas usam o português como principal idioma.
As línguas bantas de Moçambique, que são as mais faladas no país, variam muito em seus grupos e, em alguns casos, são bastante mal analisadas e documentadas. Além de ser uma língua franca no norte do país, o suaíli é falado em uma pequena área do litoral próxima à fronteira com a Tanzânia; mais ao sul, na Ilha de Moçambique, o mwani, considerado como um dialeto do suaíli, é falado. No interior da área de suaíli, o maconde é o idioma mais falado, separado da área onde ciyao é usado por uma pequena faixa de território de falantes da língua macua. O maconde e o ciyao pertencem a grupos linguísticos diferentes, sendo o ciyao muito próximo da língua mwera da área do planalto Rondo, na Tanzânia. Alguns falantes do nianja são encontrados na costa do lago Maláui, bem como do outro lado do lago na fronteira com o Maláui.
Há falantes de macua, com uma pequena área de língua eKoti no litoral. Em uma área abrangendo o baixo Zambeze, falantes da língua sena, que pertence ao mesmo grupo da língua nianja, são encontrados, com áreas que falam a CiNyungwe rio acima. Uma grande área de língua chona se estende entre a fronteira do Zimbábue e do mar. Anteriormente essa língua era considerada uma variante do ndau, mas agora usa a ortografia chona padrão que surgiu no Zimbábue. Há também grupos falantes da língua tsonga, enquanto o tsua ocorre no litoral e no interior. Esta área de linguagem se estende até a vizinha África do Sul. Ainda relacionados a estes idiomas, mas diferentes, estão os falantes do chope ao norte da foz do Limpopo e os falantes da língua ronga na região imediatamente ao redor da cidade de Maputo. As línguas deste grupo são, a julgar pelos vocabulários curtos, muito vagamente semelhante ao zulu, mas obviamente não são do mesmo grupo linguístico. Há pequenas comunidades falantes do suázi e zulu em áreas de Moçambique imediatamente ao lado da fronteira com a Essuatíni e com Cuazulo-Natal, na África do Sul.
Árabes, chineses e indianos falam principalmente português e, alguns, hindi. Indianos provenientes da Índia Portuguesa falam qualquer um dos crioulos portugueses da sua origem, além do português como segunda língua.

### Religiões
| Religião em Moçambique (2007) | Religião em Moçambique (2007) | Religião em Moçambique (2007) | Religião em Moçambique (2007) | Religião em Moçambique (2007) |
| ----------------------------- | ----------------------------- | ----------------------------- | ----------------------------- | ----------------------------- |
| Religião                      |                               |                               | Porcentagem                   |                               |
| Cristianismo                  | Cristianismo                  |                               | 56,1%                         | 56,1%                         |
| Sem religião                  | Sem religião                  |                               | 18,7%                         | 18,7%                         |
| Islamismo                     | Islamismo                     |                               | 17,9%                         | 17,9%                         |
| Animismo                      | Animismo                      |                               | 1,2%                          | 1,2%                          |

Por força de sua Constituição, Moçambique é um estado laico, sendo expressamente proibido no texto constitucional quaisquer discriminações ou acepções baseadas na religião, garantindo-se, também, a liberdade religiosa a todos os cidadãos. A legislação moçambicana exige que todas as organizações religiosas sejam registradas junto ao Ministério da Justiça, Assuntos Constitucionais e Religiosos, embora não sejam aplicadas sanções aos grupos religiosos pela ausência deste registro. Locais de culto também são protegidos por força legal e, de igual modo, também é assegurada a objeção ao serviço militar por razões religiosas.
O censo de 2017 revelou que os cristãos formam 56,1% da população (maioria Católica, com cerca de 27,2%) e os muçulmanos compunham 18,9% da população de Moçambique, enquanto 4,8% das pessoas afirmaram praticar outras crenças religiosas, principalmente o animismo. Cerca de 13,9% dos moçambicanos não tinham crenças religiosas e outros 2,5% não especificaram pertencer a algum grupo religioso. Há uma aderência significativa de parte da população à crenças religiosas tribais sincréticas, sendo este um segmento não incluído nas estimativas oficiais governamentais.
A Igreja Católica Romana estabeleceu doze dioceses no país (Beira, Chimoio, Gurué, Inhambane, Lichinga, Maputo, Nacala, Nampula, Pemba, Quelimane, Tete e Xai-Xai; arquidioceses são Beira, Maputo e Nampula). Estatísticas para o número de católicos variam entre 5,8% da população na diocese de Chimoio, para 32,50% na diocese de Quelimane.
|                    |  |                   |
| Mesquita em Maputo |  | Catedral da Beira |

Entre as principais igrejas protestantes no país estão a Congregação Cristã em Moçambique, a Igreja União Baptista de Moçambique, a Assembleia de Deus e os Batistas do Sétimo Dia, este último com cerca de 6.442 membros. Também estão presentes no país os Adventistas do Sétimo Dia, a Igreja Anglicana , a Igreja do Evangelho Completo de Deus, a Igreja Metodista Unida, a Igreja Presbiteriana de Moçambique, a Igreja de Cristo e a Assembleia Evangélica de Deus. A Igreja de Jesus Cristo dos Santos dos Últimos Dias (Igreja Mórmon) estabeleceu uma presença crescente no país e foi legalmente reconhecida em 1996, tendo começado a enviar missionários para a nação em 1999. Em fevereiro de 2021 este grupo religioso tinha cerca de 15 030 membros.
A Fé Bahá'í tem estado presente em Moçambique desde o início da década de 1950, mas não se identificava abertamente nesse período devido à forte influência da Igreja Católica no governo, que não a reconheceu oficialmente como uma religião mundial. Com a independência, em 1975, o país viu a entrada de novos pioneiros. No total, havia cerca de três mil bahá'ís declarados em Moçambique em 2010.
Os muçulmanos estão particularmente presentes no norte do país. Eles são organizados em várias irmandades (do ramo Qadiriya ou Shadhuliyyah). Duas organizações nacionais também existem, o Conselho Islâmico de Moçambique (reformistas) e do Congresso Islâmico de Moçambique (pró-sufismo). Há também importantes associações indo-paquistanesas, assim como algumas comunidades xiitas e ismaelitas.

## Governo e política
Moçambique é uma república presidencialista, cujo governo é nomeado pelo Presidente da República. O parlamento de 250 membros, denominado Assembleia da República, tem como uma de suas funções, verificar as ações do governo. As eleições legislativas e presidenciais são realizadas a cada cinco anos.
A FRELIMO foi o movimento que lutou pela libertação desde o início da década de 1960. Após a independência, passou a controlar exclusivamente o poder, aliada aos países do então "bloco socialista", e introduzindo um sistema político de partido único, semelhante ao praticado naqueles países. O regime provocou a hostilidade dos estados vizinhos segregacionistas existentes na altura, África do Sul e Rodésia, que apoiaram elementos brancos recolonizadores e guerrilhas internas. Esta situação viria a transformar-se numa guerra civil que durou 16 anos. O fim desse conflito armado foi marcado pela assinatura do Acordo Geral de Paz (AGP), em Roma, Itália, em 1992. No entanto, em 2013, Moçambique presenciou o retorno do conflito armado entre a FRELIMO e a RENAMO, afetando a população principalmente das regiões centro e norte do país. Apesar das inúmeras negociações, um novo acordo de paz ainda não foi concluído.
Samora Machel foi o primeiro presidente de Moçambique independente e ocupou este cargo até à sua morte em 1986. O seu sucessor, Joaquim Chissano, negociou o fim da guerra civil e introduziu um sistema multipartidário que integrou o principal movimento rebelde, a Resistência Nacional Moçambicana (RENAMO). Neste novo sistema, a Frelimo permaneceu no poder até os dias actuais, tendo ganho as eleições parlamentares realizadas em 1994, 1999, 2004 e 2009, mesmo com acusações de fraudes. O Movimento Democrático de Moçambique (MDM), uma dissidência da RENAMO, constituiu-se em bancada parlamentar em abril de 2010. O MDM atualmente tem dezassete deputados na Assembleia da República, desde as últimas eleições gerais realizadas em 2014. O regime prevalecendo em Moçambique desde inícios dos anos 1990 evidenciou sempre défices democráticos, que o sucessor de Joaquim Chissano, Armando Guebuza, tentou colmatar nos anos 2000.

### Direitos humanos
O conceito de direitos humanos em Moçambique é uma questão permanente para o país. Durante mais de quatro séculos, Moçambique foi governado pelos portugueses. Após a independência de Moçambique de Portugal, seguiram-se 17 anos de guerra civil, entre a RENAMO e a FRELIMO, até 1992, quando a paz foi por fim alcançada.  Armando Guebuza foi então eleito presidente em 2004 e reeleito em 2009, apesar das críticas de que lhe faltava honestidade, transparência e imparcialidade.  Isso desencadeou uma série de incidentes de direitos humanos, incluindo assassinatos ilegais, prisões arbitrárias, condições prisionais desumanas e julgamentos injustos. Também houve muitas questões relacionadas com as liberdades de expressão e mídia, liberdade na Internet, liberdade de reunião pacífica e discriminação e abuso de mulheres, crianças e pessoas com deficiência. Muitas destas questões continuam em curso.
Em 2018, uma reportagem publicada no jornal português Público alegava que as terras mais férteis de Moçambique, especialmente no corredor de Nacala, estão a deixar de ser exploradas pelos moçambicanos e milhares de camponeses ficam sem terra, e lançados na pobreza, a troco de falsas promessas de multinacionais do sector agrário. Portugal, com a Portucel Moçambique à cabeça, é o país da Europa que mais área explora nesta zona.

### Relações internacionais

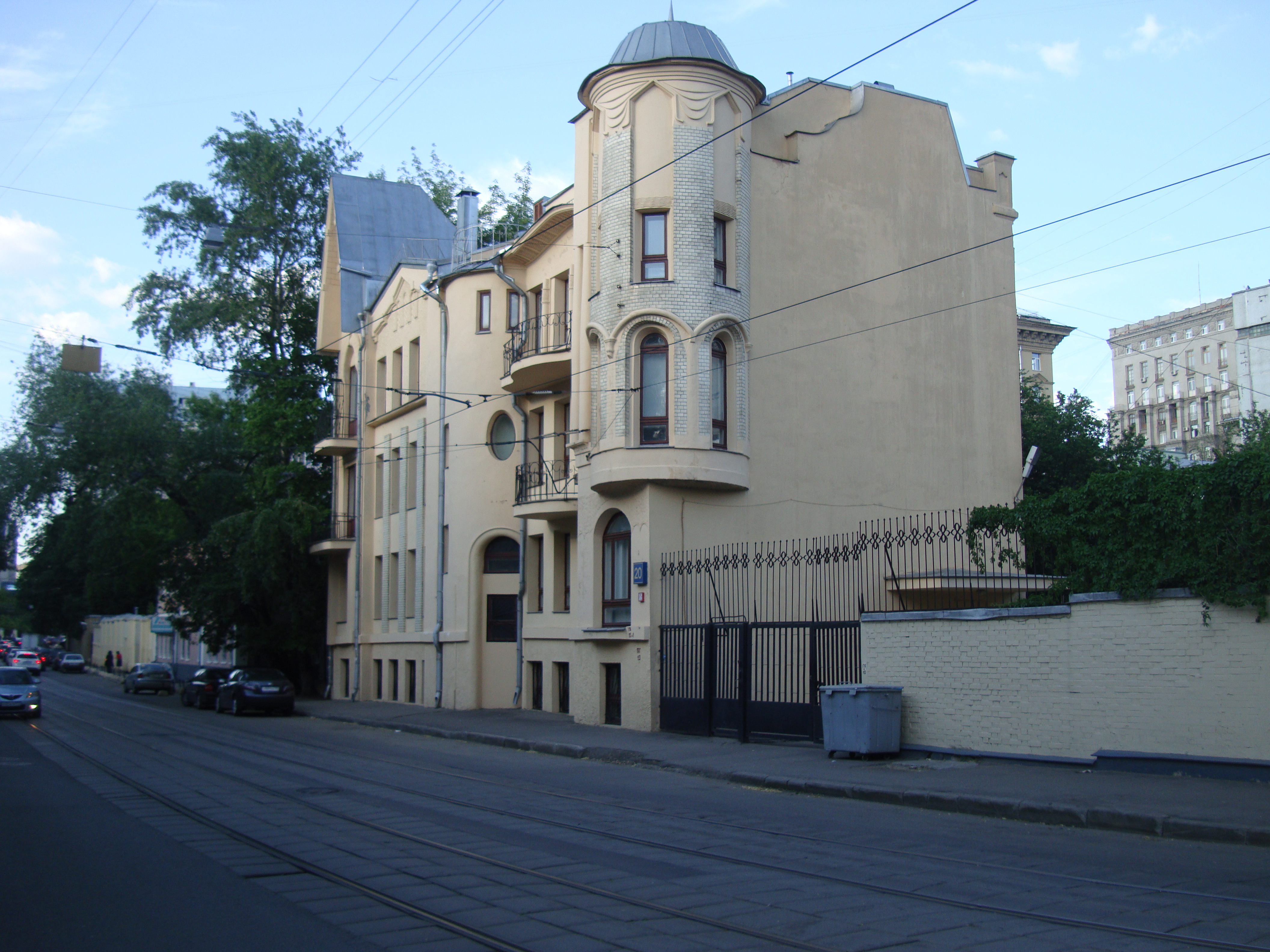
Embaixada de Moçambique em Moscou, na Rússia

Apesar de alianças que datam da luta de independência continuem a ser relevantes, a política externa de Moçambique tornou-se cada vez mais pragmática ao longo do tempo. Os dois pilares da política externa moçambicana são a manutenção de boas relações com seus vizinhos e de manutenção e expansão de laços com os parceiros de desenvolvimento. Durante os anos 1970 e início dos anos 1980, a política externa do país era indissoluvelmente ligada à Rodésia e África do Sul, bem como pela concorrência das superpotências da Guerra Fria, Estados Unidos e União Soviética. A decisão de Moçambique de impor sanções na Organização das Nações Unidas (ONU) contra a Rodésia e negar a esse país o acesso ao mar, fez o governo liderado por Ian Smith realizar ações ostensivas e secretas contra os moçambicanos. Embora a mudança de governo no Zimbábue, em 1980, tenha removido esta ameaça, o governo da África do Sul continuou a apoiar a RENAMO em sua guerra com o governo da FRELIMO.
O Acordo de Nkomati de 1984, apesar de falhando em seu objectivo de acabar com o apoio sul-africano à RENAMO, abriu contactos diplomáticos iniciais entre os governos moçambicano e sul-africano. Esse processo ganhou impulso com o fim do regime do apartheid, que culminou com o estabelecimento de relações diplomáticas plenas com a África do Sul em outubro de 1993. Embora as relações com os vizinhos Zimbábue, Maláui, Zâmbia e Tanzânia continuassem ocasionalmente tensas, os laços de Moçambique com esses países continuam fortes.

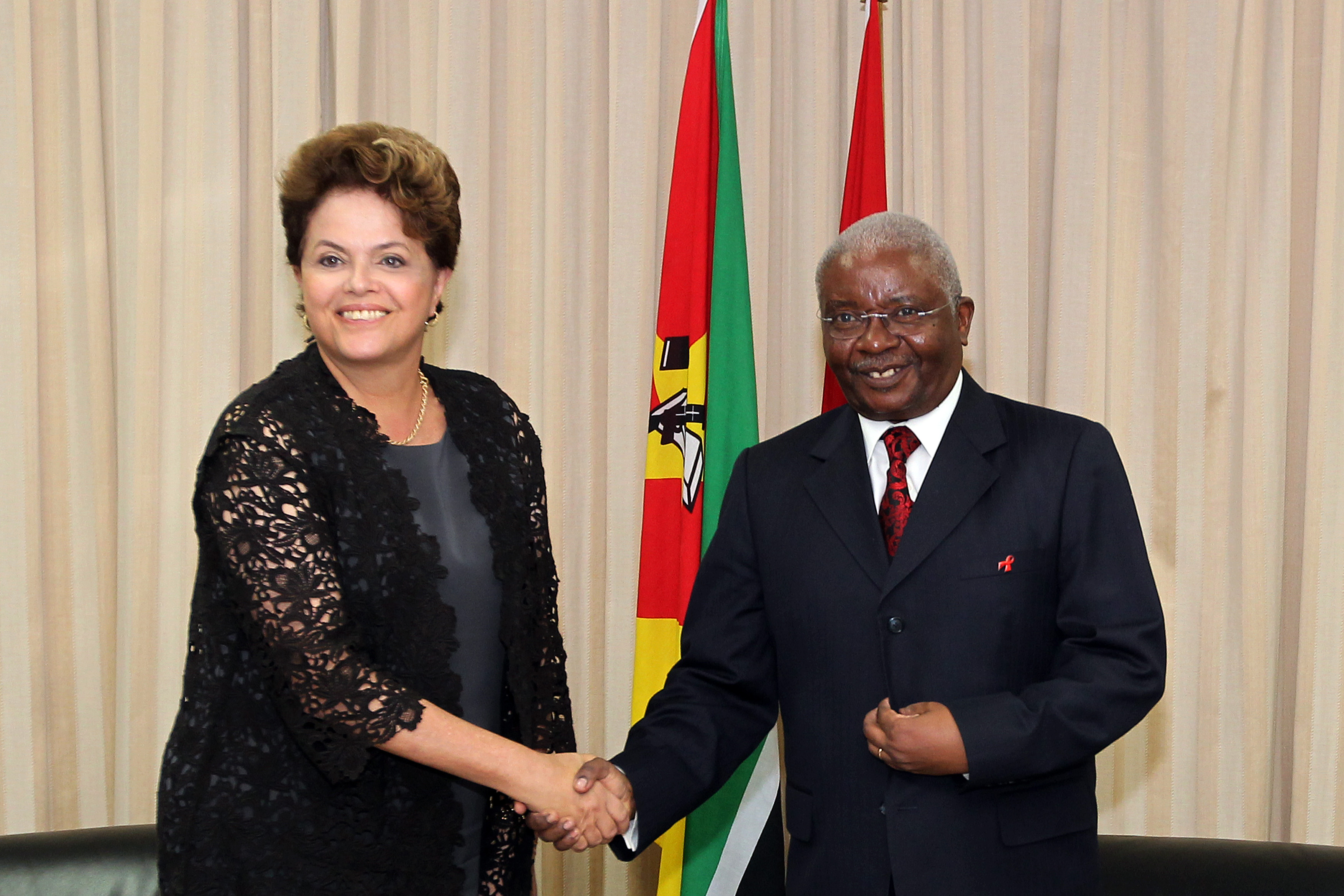
A ex-presidente do Brasil, Dilma Rousseff e o ex-presidente Armando Guebuza em um encontro em Maputo em outubro de 2011

Nos anos imediatamente após a sua independência, Moçambique beneficiou de uma assistência considerável de alguns países ocidentais, especialmente dos escandinavos. A União Soviética e os seus aliados, no entanto, tornaram-se os principais defensores económicos, militares e políticos de Moçambique e sua política externa reflectia essa ligação. Isso começou a mudar em 1984, quando Moçambique se tornou membro do Banco Mundial e do Fundo Monetário Internacional (FMI). A ajuda ocidental através de países escandinavos como Suécia, Noruega, Dinamarca e Islândia rapidamente substituiu o apoio soviético. A Finlândia e os Países Baixos estão se tornando fontes cada vez mais importantes de assistência para o desenvolvimento moçambicano. A Itália também mantém boas relações com Moçambique, como resultado de seu papel fundamental durante o processo de paz. As relações com Portugal, a antiga potência colonial, continuarão a ser importantes por muito tempo porque os investidores portugueses desempenham um papel de destaque na economia moçambicana.
Moçambique é membro do Movimento Não Alinhado e está entre os membros moderados do bloco africano nas Nações Unidas e em outras grandes organizações internacionais. O país também pertence à União Africana (antiga Organização da Unidade Africana) e à Comunidade para o Desenvolvimento da África Austral. Em 1994, o governo tornou-se membro de pleno direito da Organização da Conferência Islâmica, em parte para ampliar sua base de apoio internacional, mas também para agradar à considerável população muçulmana do país. Da mesma forma, no início de 1996, Moçambique aderiu com seus vizinhos anglófonos à Commonwealth Britânica e, na época, era a única nação que entrou para a organização sem nunca ter feito parte do Império Britânico. No mesmo ano, Moçambique tornou-se membro fundador e primeiro presidente da Comunidade de Países de Língua Portuguesa (CPLP) e mantém laços históricos, económicos, políticos e culturais estreitos com outros países lusófonos, como Portugal ou o Brasil.

## Subdivisões

Províncias de Moçambique, Norte a Sul, por número com índice

Moçambique está dividido em 11 províncias:
1. Niassa (capital: Lichinga);
2. Cabo Delgado (capital: Pemba);
3. Nampula (capital: Nampula);
4. Tete (capital: Tete);
5. Zambézia (capital: Quelimane);
6. Manica (capital: Chimoio);
7. Sofala (capital: Beira);
8. Gaza (capital: Xai-Xai);
9. Inhambane (capital: Inhambane);
10. Cidade de Maputo (capital: Maputo);
11. Maputo (capital: Matola).

As províncias estão divididas em 154 distritos, os distritos subdividem-se em 419 postos administrativos e estes em 1052 localidades, o nível mais baixo da administração local do Estado.
Em Moçambique foram criados até ao momento, 65 municípios: 33 criados originalmente em 1997, mais 10 em abril de 2008, mais 10 em maio de 2013 e mais 12 em 2022.

## Economia
A moeda oficial é o metical, que substituiu a moeda antiga a uma taxa de mil para um. O metical antigo foi retirado de circulação pelo Banco de Moçambique até o final de 2012. O dólar estadunidense, o rand sul-africano e, recentemente, o euro também são moedas amplamente aceitas e utilizadas em transações comerciais no país. O salário-mínimo legal é de cerca de 60 dólares por mês. Moçambique é membro da Comunidade para o Desenvolvimento da África Austral (SADC — sigla em inglês). O protocolo de livre comércio da SADC visa tornar a região da África Austral mais competitiva, ao eliminar tarifas e outras barreiras comerciais. Em 2007, o Banco Mundial falou sobre o "ritmo de crescimento económico inflado" de Moçambique e um estudo conjunto do governo e de doadores internacionais no mesmo afirmou que "Moçambique é geralmente considerado como uma história de sucesso na ajuda humanitária". Também em 2007, o Fundo Monetário Internacional (FMI) disse que "Moçambique é uma história de sucesso na África subsaariana." No entanto, apesar deste aparente sucesso, tanto o Banco Mundial quanto a UNICEF usaram a palavra "paradoxo" para descrever o aumento da desnutrição infantil crónica em face ao crescimento do PIB moçambicano. Entre 1994 e 2006, o crescimento médio do PIB foi de aproximadamente 8% ao ano, no entanto, o país continua sendo um dos mais pobres e subdesenvolvidos do mundo. Em uma pesquisa de 2006, três quartos dos moçambicanos afirmaram que nos últimos cinco anos a sua situação económica permaneceu a mesma ou tornou-se pior.
O reassentamento de refugiados da guerra civil e reformas económicas bem sucedidas levaram a uma alta taxa de crescimento: o país teve uma recuperação económica notável, atingindo uma taxa média anual de crescimento do PIB de 8% entre os anos de 1996 e 2006 e entre 6% e 7% no período entre 2006 e 2011. As devastadoras inundações do início de 2000 desaceleraram o crescimento económico para 2,1%, mas uma recuperação completa foi alcançada em 2001, com um crescimento de 14,8%. Uma rápida expansão no futuro dependia de vários grandes projectos de investimento estrangeiro, o prosseguimento das reformas económicas e a revitalização dos sectores de turismo, agricultura e transportes. Em 2013, cerca de 80% dos habitantes do país estava empregada no sector agrícola, a maioria dos quais dedicados à agricultura de subsistência em pequena escala, que ainda sofre com uma infraestrutura, redes comerciais e níveis de investimento inadequados. Apesar disso, em 2012, mais de 90% das terras cultiváveis de Moçambique ainda não tinham sido exploradas. Em 2013, um artigo da BBC informou que, desde 2009, portugueses estão a voltar para Moçambique por causa do crescimento da economia local e pela má situação económica de Portugal, devido a crise da dívida pública da Zona Euro.

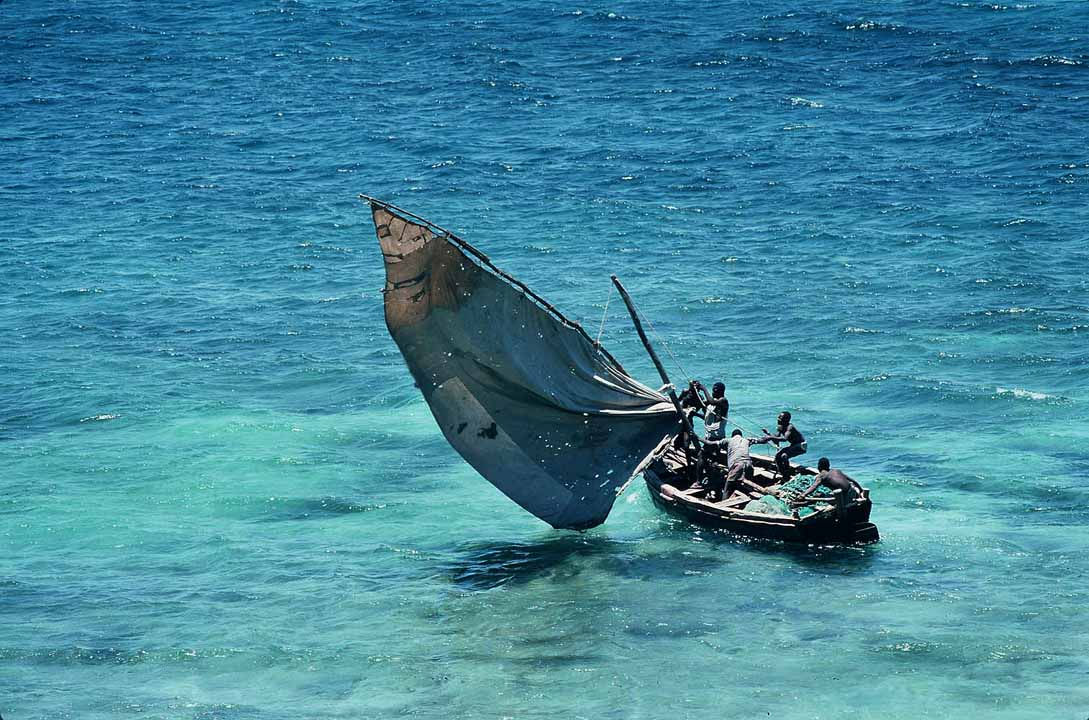
Barco pesqueiro tradicional ao largo da costa moçambicana

Mais de 1 200 empresas estatais (principalmente pequenas) foram privatizadas no país. Os preparativos para a privatização e/ou liberalização do sector estão em andamento para as restantes empresas estatais, como as dos sectores de telecomunicações, energia, portos e ferrovias. O governo frequentemente selecciona um investidor estrangeiro estratégico quando quer privatizar uma estatal. Além disso, os direitos aduaneiros foram reduzidos e a gestão aduaneira foi simplificada e reformada. O governo introduziu um imposto sobre valor agregado, em 1999, como parte de seus esforços para aumentar as receitas internas. Em 2012, grandes reservas de gás natural foram descobertas em Moçambique, receitas que podem mudar drasticamente a economia do país.
No entanto, a economia de Moçambique tem sido abalada por uma série de escândalos de corrupção política. Em julho de 2011, o governo propôs novas leis anticorrupção para criminalizar o peculato, o tráfico de influência e a corrupção, depois de inúmeros casos de desvio de dinheiro público. Esta legislação foi aprovada pelo Conselho de Ministros do país. Moçambique condenou dois ex-ministros por corrupção desde 2011. Moçambique foi classificado no 123º lugar entre 174 países no Índice de Percepção de Corrupção de 2012 feito pela Transparência Internacional. De acordo com um relatório de 2005 feito pela Agência dos Estados Unidos para o Desenvolvimento Internacional (USAID — sigla em inglês), "a escala e o âmbito da corrupção em Moçambique constituem um motivo de alerta."

## Infraestrutura

### Saúde

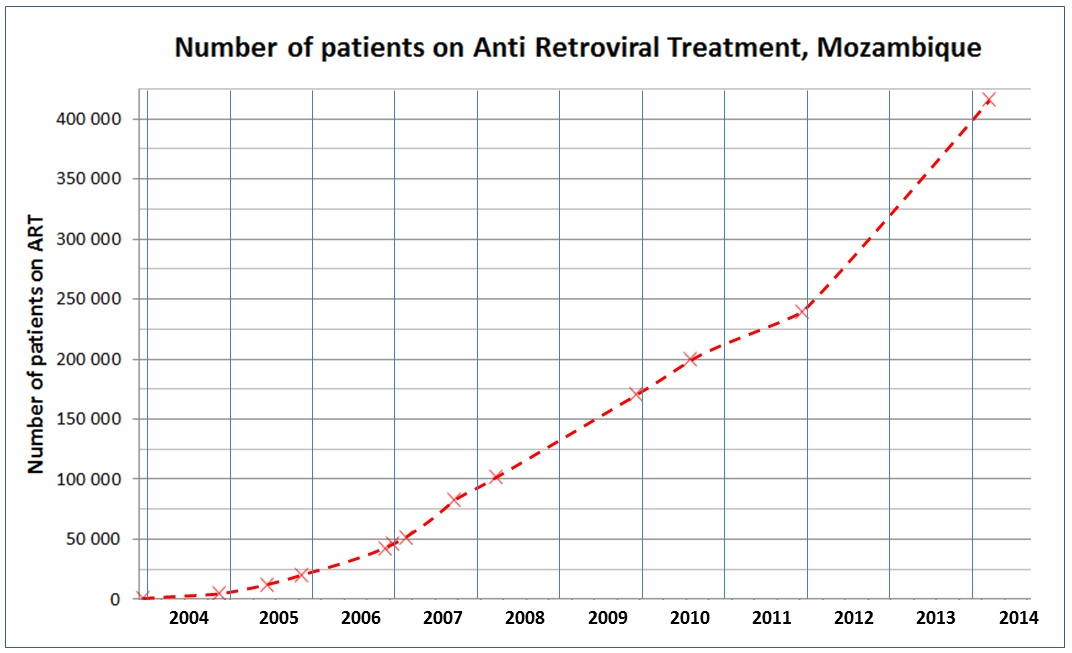
Gráfico do aumento do número de moçambicanos portadores do HIV e que estão a fazer o tratamento antirretroviral (2003–2014)

A taxa de fecundidade moçambicana é de cerca de 5,5 nascimentos por mulher. O gasto público em saúde foi de 2,7% do PIB em 2004, enquanto as despesas privadas em saúde somaram 1,3% no mesmo ano. Os gastos com assistência médica per capita era de 42 dólares (PPC) em 2004. No início do século XXI, havia três médicos por 100 mil habitantes de Moçambique e a mortalidade infantil era de 100 por mil nascimentos em 2005.
Após a sua independência de Portugal em 1975, o governo de Moçambique estabeleceu um sistema de assistência médica primária, que foi citado pela Organização Mundial da Saúde (OMS) como um modelo para outros países em desenvolvimento. Mais de 90% da população havia sido vacinada. Durante o período do início dos anos 1980, cerca de 11% do orçamento do governo era voltado para gastos com saúde. No entanto, a guerra civil moçambicana levou o sistema de saúde primária a um grande retrocesso. Entre os alvos dos ataques da RENAMO às infraestruturas do governo entre 1980 e 1992 estavam instalações médicas e educacionais.
Em Junho de 2011, o Fundo de População das Nações Unidas divulgou um relatório sobre o estado da obstetrícia no mundo. O documento contém dados sobre a força de trabalho e as políticas relacionadas com a mortalidade neonatal e materna em 58 países do mundo. A taxa de mortalidade materna por 100 mil habitantes em Moçambique era de 550 em 2010, comparado com 598,8 em 2008 e com 385 registrado em 1990. A taxa de mortalidade em menores de 5 anos por 1 000 nascimentos é de 147. O objetivo deste relatório é destacar maneiras para que os Objectivos de Desenvolvimento do Milénio da ONU possam ser alcançados, especialmente os objectivos 4 (reduzir a mortalidade infantil) e 5 (diminuir a taxa de morte materna). Em Moçambique, o número de parteiras por 1 000 nascidos vivos é de 3 e o risco de morte para mulheres grávidas é de 1 em 37.

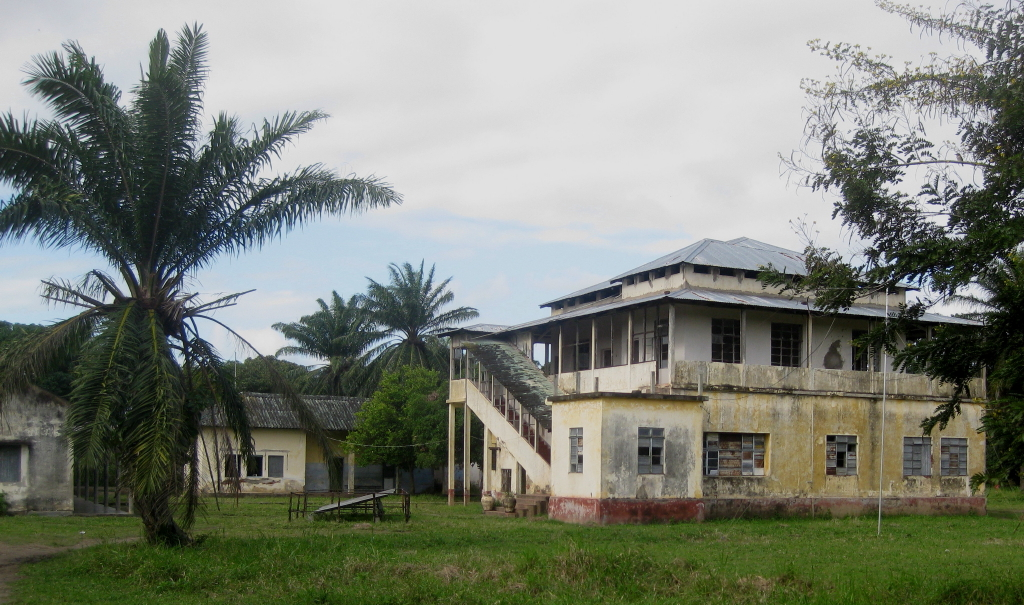
Hospital local da cidade de Luabo, no distrito de Chinde

A taxa oficial de prevalência da epidemia de HIV na população moçambicana em 2011 foi de 11,5% na faixa etária entre 15 e 49 anos (uma referência comum para as estatísticas de HIV). Este é um valor mais baixo do que o observado em vários dos países vizinhos da África Austral. Para as partes do sul do país (províncias de Maputo e Gaza), os números oficiais são mais do que o dobro da média nacional. Em 2011, as autoridades de saúde estimaram que cerca de 1,7 milhões de moçambicanos eram portadores do vírus HIV, dos quais 600 mil estavam sob tratamento antirretroviral. Em dezembro de 2011, 240 mil pessoas estavam recebendo esse tratamento, e 416 mil pessoas em março 2014. De acordo com o relatório da UNAIDS de 2011, a epidemia de HIV/SIDA em Moçambique parece estar a estabilizar.
Através de ONGs de muitos países em desenvolvimento, Moçambique é apoiado pelo resto do mundo. Devido as dificuldades de gestão da ajuda externa e da desigualdade da comunidade local, as ONGs fragmentam o sistema de assistência médica primária do país. O pesquisador de saúde James Pfeiffer argumenta que, além de instalar uma nova estratégia de gestão da ajuda, um novo paradigma de cooperação deve ser constituído, a fim de facilitar o intercâmbio entre os trabalhadores humanitários e os trabalhadores de saúde locais no mundo em desenvolvimento. O novo paradigma vai ajudar a promover um impacto positivo duradouro sobre as instituições de saúde locais e fortalecer o relacionamento profissional entre os trabalhadores da saúde.

### Segurança alimentar
Estima-se que 64% da população de Moçambique sofre de insegurança alimentar. Este problema prevalece principalmente na região sul do país, onde cerca de 75% da população sofre desse mal. Moçambique está entre os 16 países com “mais alto risco de apresentar níveis crescentes de fome aguda”, diante de um cenário global, onde novos recordes nos níveis de fome no país apenas aumentam.
A saúde em Moçambique, é fortemente afetada pela insegurança alimentar do país. De acordo com o Relatório de Desenvolvimento Humano de 2009 do Programa das Nações Unidas para o Desenvolvimento, cerca de 55% da população de Moçambique vive na pobreza, quase metade é analfabeta, 40% é subnutrida, apenas 47% têm acesso a água potável e existe uma expectativa de vida ao nascer de apenas 59 anos. Moçambique classificou-se em 180º lugar entre 188 países no Índice de Desenvolvimento Humano (IDH). Muito disso é resultado da insegurança alimentar no país.
O país tem uma das taxas de prevalência de AIDS mais altas do mundo. A prevalência do vírus em Moçambique é mais um ponto de vulnerabilidade para as famílias de baixa renda da zona rural do país; o mesmo agrava níveis de pobreza e malnutrição extremos. Esses fatores colocam em risco a produção agrícola do país. Cerca de 15% de mulheres grávidas entre os 15 e 49 anos de idade estão infetadas pelo vírus. A epidemia tem um carácter heterogêneo em termos geográficos e socioeconômicos. A principal via de transmissão continua a ser sexual em cerca de 90% dos casos em adultos.
A agricultura familiar no país, constitui a atividade econômica de grande parte da população, podendo alcançar mais de 75% dos cidadãos. Sendo assim com mais de metade da sua população dependente da agricultura para viver, a segurança alimentar de Moçambique pode ser extremamente volátil e descontrolada. 90% das terras são compostas por fazendas de 10 hectares ou menos e a produção agrícola em grande escala é praticamente inexistente. O país sofre de múltiplas pragas. A mais devastadora de longe para a agricultura é o gafanhoto vermelho, que é endêmico na bacia do rio Púnguè.
A geografia de Moçambique é particularmente vulnerável a desastres naturais, como secas e enchentes, com um total de 15 nos últimos 25 anos. Esses eventos prejudicaram muito o setor rural e a economia geral do país. As inundações de 2000, por exemplo, afetaram cerca de 2 milhões de pessoas, enquanto as secas de 1994 e 1996 afetaram 1,5 milhão nas partes sul e centro do país. Embora o país e o restante do continente africano estejam longe de ser os maiores emissores de gases de efeito estufa, são os que mais têm sofrido e estão entre os mais vulneráveis aos impactos das mudanças climáticas globais. Além disso, poderão ser os mais afetados pela degradação da terra que tem acontecido em diferentes partes do mundo. Os pobres são particularmente vulneráveis aos riscos induzidos pelo clima simplesmente em virtude de sua pobreza. Os praticantes da agricultura familiar têm poucos bens para vender e o seu consumo já é baixo, por isso, em tempos de escassez, não têm muito para os proteger da insegurança alimentar. Moçambique tem um sistema relativamente bem desenvolvido de planos de preparação para desastres a nível distrital. Projetos financiados por doadores e pelo Sistema Nacional de Alerta Rápido ajudam o governo a lidar com os problemas no país.

### Educação

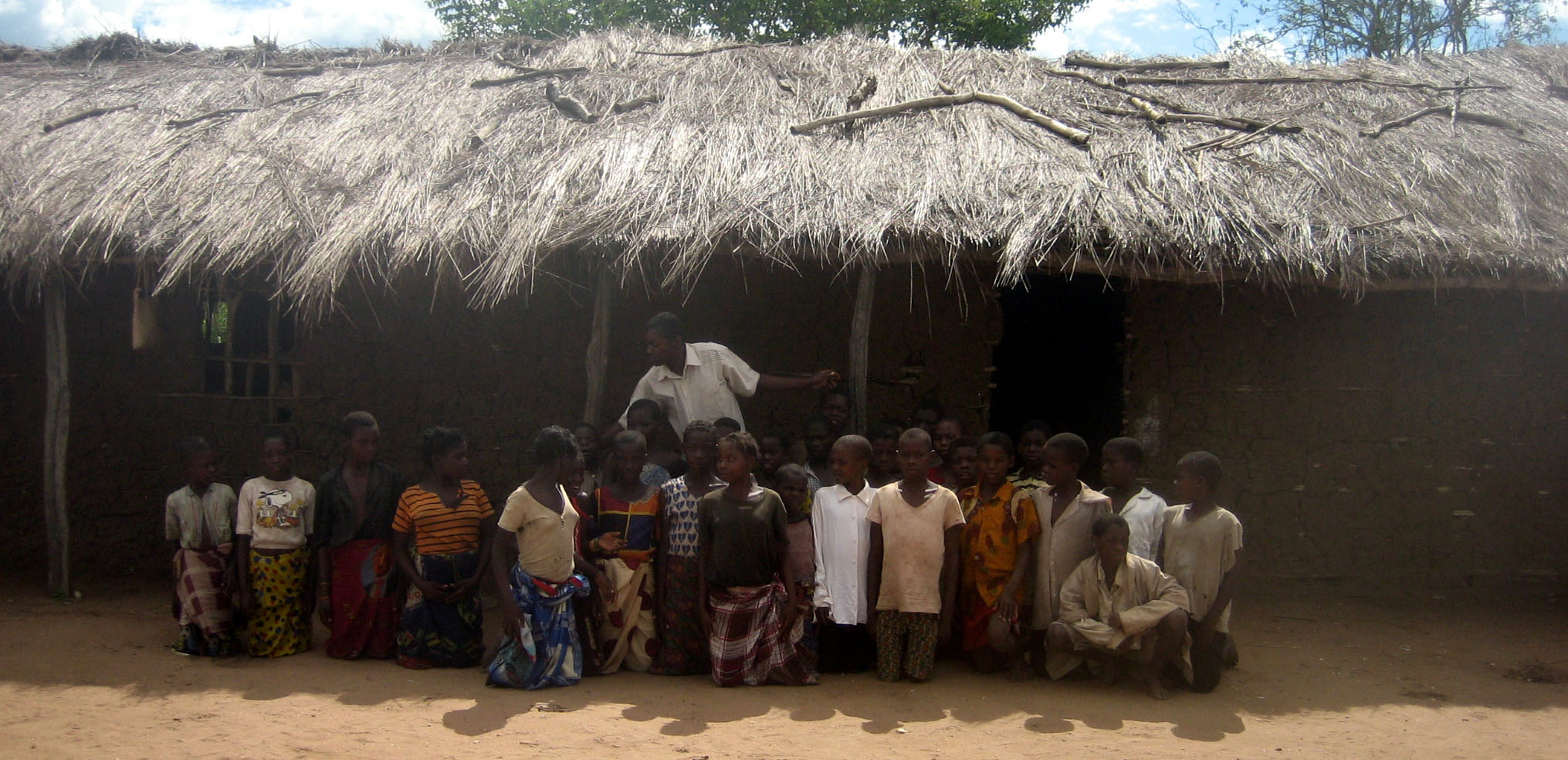
Estudantes em frente a uma escola em Nampula

Desde a independência do domínio português em 1975, a construção e a formação de professores escolares não acompanharam o aumento da população. Especialmente após a Guerra Civil de Moçambique (1977–1992), com matrículas no pós-guerra atingindo máximos históricos devido à estabilidade e o crescimento da população jovem, a qualidade da educação ainda é precária. Todos os moçambicanos são obrigados por lei a frequentar a escola de nível primário, no entanto, um grande número de crianças moçambicanas não vão à escola primária, porque têm de trabalhar para subsistência de suas famílias.
Em 2007, um milhão de crianças ainda não iam à escola, a maioria delas de famílias rurais pobres, e quase a metade de todos os professores em Moçambique ainda estavam desqualificados. A escolarização de meninas aumentou de três milhões em 2002 para 4,1 milhões em 2006, enquanto a taxa de conclusão aumentou de 31 mil para 90 mil.

### Transportes
Existem mais de 30 000 km de estradas, mas grande parte da rede não é pavimentada. Como nos seus vizinhos da Commonwealth, o sentido de circulação de tráfego em Moçambique é pela esquerda com os condutores do lado direito dos automóveis, sendo portanto um dos únicos dois países lusófonos a possuir esta característica (o outro é Timor-Leste). Existe um aeroporto internacional em Maputo, 21 outros aeroportos pavimentados e mais de 100 pistas de aterragem com pistas não pavimentadas.
Na costa do Oceano Índico existem vários grandes portos marítimos, incluindo Nacala, Beira e Maputo. Existem 3 750 km de vias navegáveis interiores, assim como ligações ferroviárias que servem as principais cidades e ligam o país ao Maláui, ao Zimbabué e à África do Sul. O sistema ferroviário moçambicano foi desenvolvido ao longo de mais de um século a partir de três portos diferentes no Oceano Índico que serviram como terminais para linhas separadas para o interior. As estradas de ferro foram os principais alvos durante a Guerra Civil Moçambicana, foram sabotadas pela RENAMO e estão a ser reabilitadas. Uma autoridade paraestatal, a Portos e Caminhos de Ferro de Moçambique, supervisiona o sistema ferroviário e os seus portos conectados, mas a gestão tem sido largamente terceirizada. Cada linha tem seu próprio corredor de desenvolvimento.
Em 2005, havia 3 123 km de via férrea, consistindo de 2 983 km de bitola de 1 067 mm (3 pés e 6 polegadas), compatível com sistemas ferroviários vizinhos e uma linha de 140 km de bitola de 762 mm (2 pés e 6 polegadas), a Ferrovia de Gaza. A rota central da Corporação Ferroviária da Beira liga o porto da Beira aos países sem litoral do Maláui, Zâmbia e Zimbabué. A norte deste, o porto de Nacala também está ligado por via férrea ao Maláui e, ao sul, Maputo está ligado ao Zimbabué e à África do Sul. Essas redes interconectam-se apenas através de países vizinhos. Uma nova rota para o transporte de carvão entre Tete e Beira estava planeada para entrar em serviço em 2010 e, em agosto de 2010, Moçambique e Botsuana assinaram um memorando de entendimento para desenvolver uma estrada de ferro de 1 100 km através do Zimbabué, para transportar carvão de Serule até um porto de águas profundas na vila de Techobanine, em Moçambique.

## Cultura
Moçambique é reconhecido pelos seus artistas plásticos: escultores (principalmente da etnia Makonde) e pintores (inclusive em tecido, técnica batik). Artistas como Malangatana, Gemuce, Naguib, Ismael Abdula, Samat e Idasse destacam-se na área de pintura. A música vocal moçambicana também impressiona os visitantes. A timbila chope foi considerada Património Mundial.

### Artes

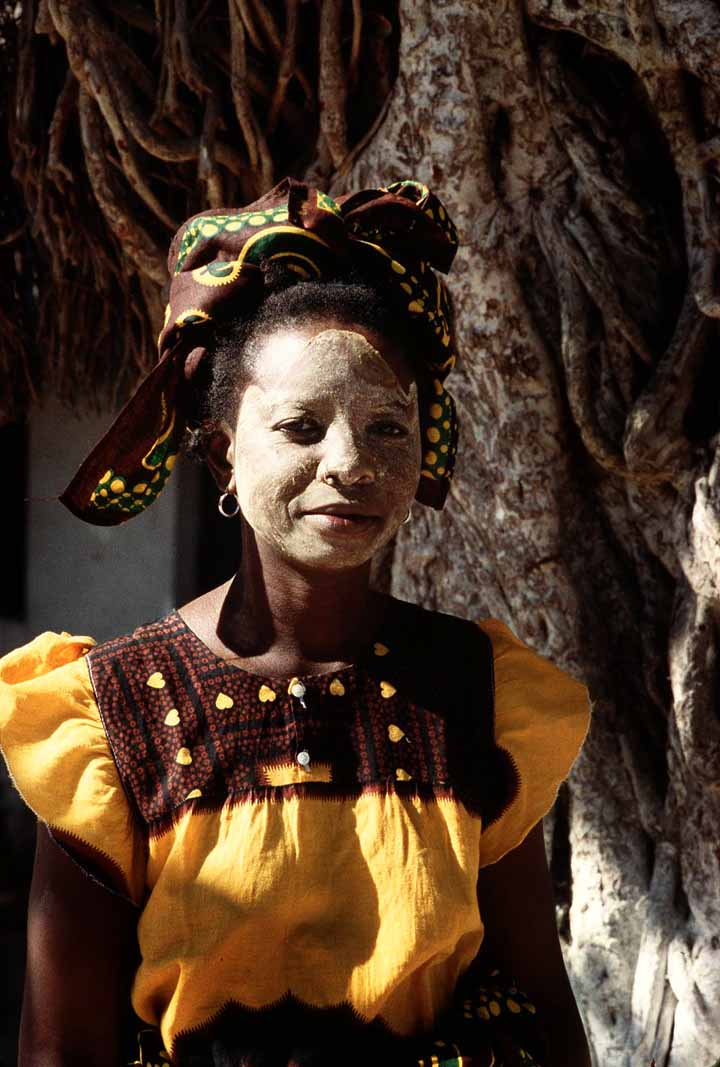
Moçambicana a utilizar uma tradicional máscara da etnia macua

A música de Moçambique pode servir a muitos propósitos, que vão desde a expressão religiosa até cerimônias tradicionais. Os instrumentos musicais são geralmente feitos à mão e incluem tambores feitos de madeira e pele de animal, como a lupembe, um instrumento de sopro feito de chifres de animais ou madeira, e a marimba, que é uma espécie de xilofone nativo. A marimba é um instrumento popular entre os chopes da costa centro-sul moçambicana, que são famosos por sua habilidade musical e de dança. A música de Moçambique é semelhante ao reggae e ao calipso caribenho. Outros tipos de música são populares em Moçambique, como a marrabenta e outros tipos de música lusófona, como o fado, o samba, a bossa nova e o maxixe.
Os macondes são famosos por suas máscaras e esculturas elaboradas de madeira, que são geralmente usadas em danças tradicionais. Existem dois tipos diferentes de esculturas em madeira: as shetani (espíritos malignos), que são em sua maioria esculpidas em ébano, e as ujamaa, que são esculturas em forma de totem que ilustram rostos realistas de pessoas e de várias figuras. Essas esculturas são geralmente referidas como "árvores genealógicas", porque contam histórias de muitas gerações.
Durante os últimos anos do período colonial, a arte moçambicana refletiu a opressão pelo poder colonial e tornou-se símbolo da resistência. Após a independência em 1975, a arte moderna passou para uma nova fase. Os dois artistas moçambicanos contemporâneos mais conhecidos e mais influentes são o pintor Malangatana Ngwenya e o escultor Alberto Chissano. Uma boa parte da arte pós- independência, durante os anos 1980 e 1990, reflete a luta política, a guerra civil, o sofrimento, a fome e a luta.
Danças tradicionais são geralmente complexas e altamente desenvolvidas em todo o país. Há muitos tipos diferentes de danças tribais, que geralmente são ritualísticas por natureza. Os chopes, por exemplo, atuam em batalhas vestidos com peles de animais. Os homens macuas vestem roupas e máscaras coloridas, dançando sobre palafitas ao redor da aldeia por horas. Grupos de mulheres na parte norte do país realizam uma dança tradicional chamado tufo, para comemorar feriados islâmicos.

### Literatura

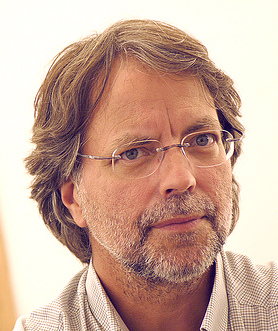
Escritor Mia Couto

A literatura moçambicana obteve um maior desenvolvimento no período colonial, lidando com temas nacionalistas. Os escritores mais importantes dessa fase foram Rui de Noronha e Noémia de Sousa. José Craveirinha iniciou-se na literatura na década de 1940, abordando temas da realidade social dos moçambicanos em seus poemas, e provocou a rebelião. É considerado o mais importante poeta moçambicano. José Craveirinha recebeu o Prémio Camões em 1991.
Mia Couto, que também ganhou o Prêmio Camões, em 2013, é um dos principais escritores da era contemporânea em Moçambique. Nascido em Beira, recebeu o Prêmio Literário Internacional Neustadt em 2014, tendo sido um dos dois únicos escritores de língua portuguesa a receber tal honraria.
Tem-se que uma parte significativa da produção literária moçambicana se deve aos poetas da chamada "literatura europeia". Estes poetas são aqueles que, sendo etnicamente caucasianos, centram toda, ou quase toda a temática de suas obras nos problemas cotidianos de Moçambique, exercendo expressiva influência na identidade nacional do país. Alberto de Lacerda, Reinaldo Ferreira, Glória Sant'Anna, António Quadros, Sebastião Alba e Luís Carlos Patraquim são alguns dos escritores pertencentes a este grupo literário.

### Culinária
Depois de quase 500 anos de colonização, os portugueses impactaram significativamente a cozinha moçambicana. Culturas como a mandioca (raiz amido de origem brasileira), castanha de caju (também de origem brasileira, embora Moçambique já tenha sido o maior produtor deste produto) e o pãozinho, que são pães franceses trazidos pelos portugueses. O uso de especiarias e temperos, como cebola, louro, alho, coentro, páprica, pimenta, pimentão vermelho e vinho foram introduzidos também pelos portugueses, assim como cana de açúcar, milho, milheto, arroz, sorgo (um tipo de grama) e batatas. Prego (rolo de carne), rissole, espetada (kebab), pudim e o popular Inteiro com piripiri (frango inteiro com molho da planta piri piri), são todos os pratos portugueses comumente consumidos pela população atual de Moçambique.

### Comunicações

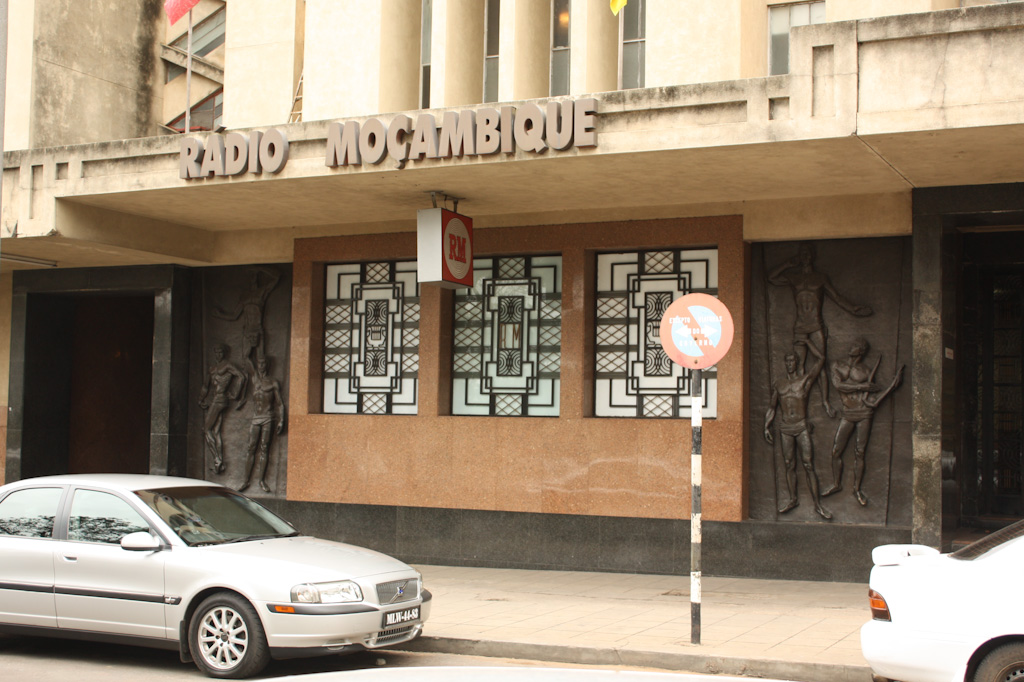
Sede da Rádio Moçambique

A mídia moçambicana é fortemente influenciada pelo governo. Os jornais têm taxas de circulação relativamente baixas, devido aos altos preços e às baixas taxas de alfabetização. Entre os jornais de maior circulação estão os diários controlados pelo Estado, como o Noticias e o Diário de Moçambique, e o semanário Domingo. A sua circulação está principalmente limitada a Maputo. A maior parte do financiamento e da receita de publicidade é dada a jornais pró-governo. No entanto, o número de jornais privados com opiniões críticas aumentou significativamente nos últimos anos.
Os programas de rádio são a forma mais influente de mídia no país devido à sua facilidade de acesso. As estações de rádio estatais servem um número de ouvintes superior ao das rádios privadas. A Rádio Moçambique é a emissora com o maior número de ouvintes e que foi criada pouco depois da independência de Moçambique.
As estações de TV vistas pelos moçambicanos são, entre outras, a TVM, a STV e a TV Miramar. Através de cabo e satélite, os telespectadores podem acessar dezenas de outros canais africanos, asiáticos, brasileiros e europeus.[carece de fontes?]

### Desportos
O jogador português Eusébio (nascido em Moçambique antes da independência) foi avançado da selecção Portuguesa no Campeonato do Mundo de 1966, levando Portugal às semifinais. A atleta Maria de Lurdes Mutola ganhou duas medalhas olímpicas nos 800 metros, uma medalha de bronze nas Olimpíadas de 1996, em Atlanta e uma medalha de ouro, nas Olimpíadas de 2000, na Austrália. Os desportos mais populares de Moçambique são basquetebol, futebol e atletismo. A jogadora de basquetebol Clarisse Machanguana jogou na WNBA. A selecção moçambicana de futebol disputou quatro vezes a Copa das Nações Africanas, mas nunca disputou uma taça do mundo.

### Feriados
| Data           | Nome em português                             | Notas                                                        |
| -------------- | --------------------------------------------- | ------------------------------------------------------------ |
| 1 de janeiro   | Dia da Fraternidade universal                 | Ano novo                                                     |
| 3 de fevereiro | Dia dos heróis moçambicanos                   | Em homenagem a Eduardo Mondlane                              |
| 7 de abril     | Dia da Mulher Moçambicana                     | Em homenagem a Josina Machel                                 |
| 1 de maio      | Dia Internacional dos Trabalhadores           | Dia do trabalho                                              |
| 25 de junho    | Dia da Independência Nacional                 | Proclamação da independência em 1975 (de Portugal)           |
| 7 de setembro  | Dia da Vitória                                | Em homenagem à assinatura dos Acordos de Lusaka              |
| 25 de setembro | Dia das Forças Armadas de Libertação Nacional | Em homenagem ao início da luta armada de libertação nacional |
| 4 de outubro   | Dia da Paz e Reconciliação                    | Em homenagem ao Acordo Geral de Paz                          |
| 25 de dezembro | Dia da Família                                | Natal                                                        |